# Kapuzinerkloster Linz

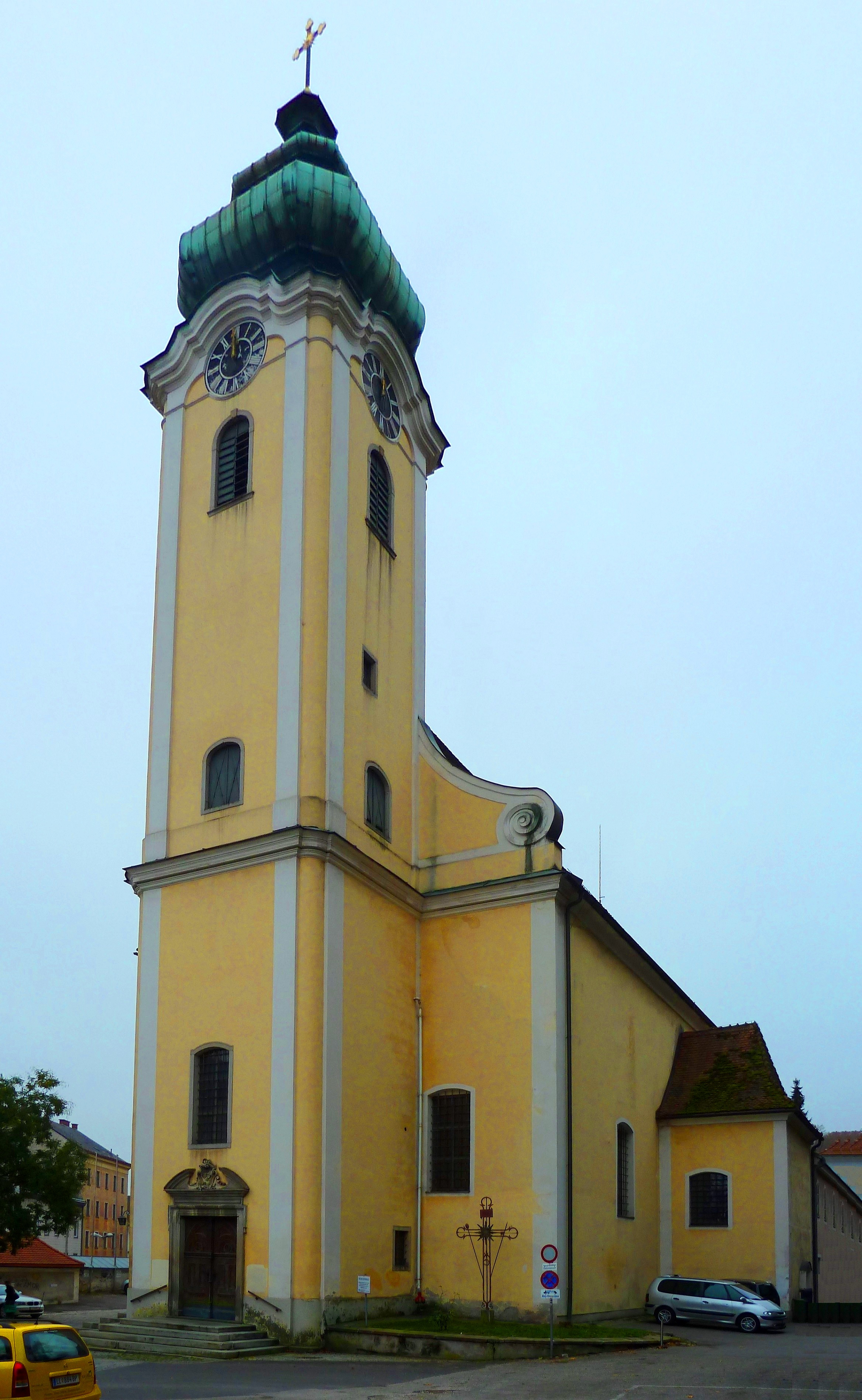
Die ehemalige Kapuzinerkirche im Jahr 2011.

Das ehemalige Kapuzinerkloster mit der ehemaligen Kloster- und Pfarrkirche Linz-St. Matthias als Hauptgebäude steht in der Innenstadt der oberösterreichischen Landeshauptstadt Linz. Die dem hl. Apostel Matthias geweihte römisch-katholische Pfarrkirche gehörte zum Dekanat Linz-Mitte in der Diözese Linz und wurde am 3. Juli 2016 profaniert. Das Gebäude steht zusammen mit anderen Gebäudeteilen des ehemaligen Klosters als Anlage Kapuzinerkloster unter Denkmalschutz (Listeneintrag) und wird seit 2022 revitalisiert.

## Geschichte

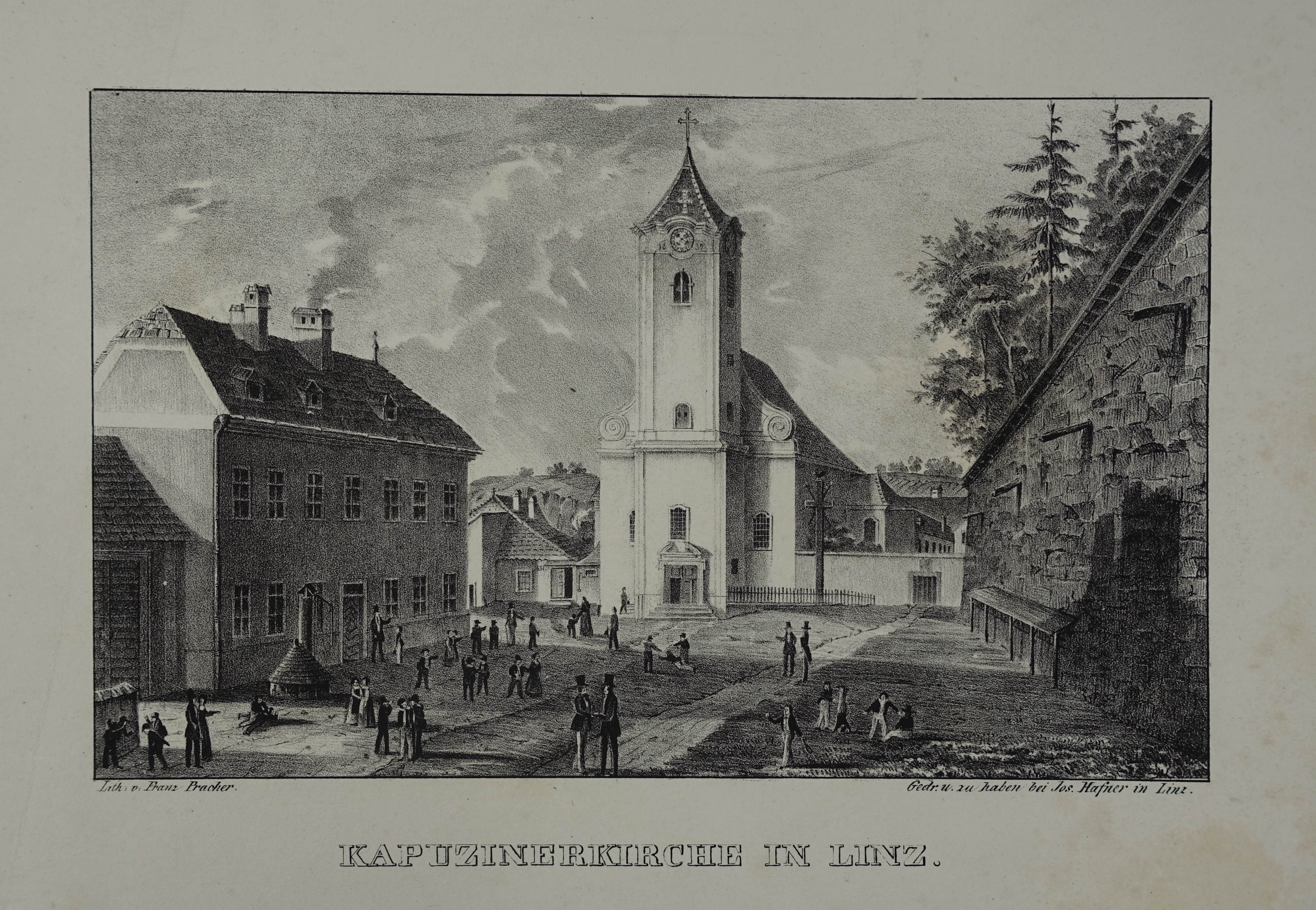
Lithographie der Kapuzinerkirche von Franz Pracher, gedruckt und zu haben bei Josef Hafner (um 1845)

Als Stifter des Linzer Kapuzinerklosters geht der damalige Erzherzog von Österreich und spätere Kaiser des Heiligen Römischen Reiches Matthias hervor. Die Gründung eines Klosters im Weingarten zu Linz auf dem von Matthias zugewiesenen Grundstück wurde 1606 durch Leopold V., den damaligen Bischof von Passau, bewilligt. Noch im selben Jahr übernahmen die Kapuziner den Grund, ehe am 17. September 1606 – nach anderen Quellen auch am 21. September – Alexander a Lacu, damaliger Abt von Kremsmünster, den Grundstein an Stelle eines Jagdhauses legte.
Das Kapuzinerkloster mit Kirche wurde zwischen Herbst 1606 und Herbst 1612 von Baumeister Christoph Martin Spaz errichtet und am 2. September 1612 vom Passauer Weihbischof Johannes Brenner (teilweise auch Johannes Preyner oder Prenner geschrieben) zu Ehren des hl. Apostels Matthias geweiht. Zu diesem Zeitpunkt verfügte der Komplex bereits über einen Kirche mit Hochaltar sowie einer Kapelle an der rechten Langhausseite. Nach 1660 wurde die Kirche vergrößert. bzw. fand bis 1662 eine gänzliche Neuerrichtung von Kirche und Kloster statt. Der neue Bau wurde vom nunmehrigen Passauer Bischof, Martin Geiger geweiht. Im Zuge der Josephinischen Kirchenreform wurde die Kapuzinerkirche 1784 zur Pfarrkirche Linz-St. Matthias bestimmt. Der Dachreiter wurde abgetragen und an die Schauseite des Turms, der die Jahreszahl 1786 trägt, gefügt.
Mitte des 19. Jahrhunderts, um das Jahr 1851, wurde den Kapuzinern die volle Pfarrseelsorge anvertraut. Von der Wiener Kapuzinerprovinz wurde 1922 in Linz ein Seminar eingerichtet, das jedoch bereits ein Jahr später ins etwas außerhalb von Linz gelegenen Diözesanseminar Kollegium Petrinum am Fuße des Pöstlingberges übersiedelte, ehe es 1929 gänzlich nach Graz verlegt wurde (Studienseminar Graz-Lorenzheim).
Durch den Provinzial Albin Fetzel wurde 1924 mit der Fidelis-Druckerei eine ordenseigene Hausdruckerei, die 1926 eine allgemeine Konzession erhielt und zu Hochzeiten um die 30 Personen beschäftigte, eingerichtet. Im Zweiten Weltkrieg war das Kloster teilweise von der Polizei belegt und trug Kriegsschäden davon, die teilweise erst in den 1950er Jahren behoben wurden. Im Jahr 1956 wurde von der Kapuzinerprovinz erneut ein Seminar eingerichtet und an der Rückseite zum Klostergarten hin ein niedriger Zubau errichtet. Ab 1971 diente das Seminar als Wohnheim für Studenten. Nachdem es 1964 zu einer Renovierung des Inneren der Kirche gekommen war, wurde die Kirche außen 1979/80 renoviert. Die nächste Neugestaltung des Innenraums fand 1985 durch Friedrich Goffitzer statt. Die Einrichtung aus dieser Zeit stammte größtenteils von seiner späteren Ehefrau Waltraud Goffitzer-Thalhammer und dem aus Linz stammenden Pädagogen und Glaskünstler Alfred Stifter.
Das Kloster wurde 1991 aufgehoben, die Kirche diente bis zur Profanierung durch Bischofsvikar Johann Hintermaier am 3. Juli 2016 als Pfarrkirche. Die Pfarre übersiedelte auf den Römerberg in die Martinskirche und heißt nun Pfarre St. Martin.
Die Klosterbibliothek war bereits 1961 als Dauerleihgabe an die Stadtgemeinde Linz übergeben worden und wird seit 1990 von der Bibliothek des Archivs der Stadt Linz betreut. Von den 6600 Drucken der Archivbibliothek, die vor 1900 erschienen sind, stammen zwei Drittel (32 Inkunabeln und mehr als 90 Prozent des Bestandes vor 1800) aus dem Sonderbestand der Kapuzinerbibliothek Linz. Eine genaue Bestandsbeschreibung findet sich im sogenannten Fabian-Handbuch. Einem Artikel im Linzer Volksblatt vom 27. Juni 1946 ist zu entnehmen, dass bereits davor Bände aus dem Kapuzinerkloster an die Linzer Bibliothek übergeben worden waren.

## Heutige Nutzung
Eine Nachnutzung des Gebäudes als Sakralgüterdepot wurde projektiert. Im Kloster waren bis 2016 vor allem soziale Einrichtungen untergebracht. So befanden sich hier die soziale Fahrradwerkstätte B7 oder die Bischöfliche Arbeitslosenstiftung, die dann umgesiedelt wurden. Die Adaptierung für Kinder und Jugendliche mit Beeinträchtigungen scheiterte. Später war der Bau eines zwölf- und später nur noch elfgeschoßigen Hochhauses auf dem Areal des Klostergartens geplant, wobei dieses Vorhaben abgewendet wurde. Ab 2022 sollten auf dem Areal Büroräumlichkeiten für rund 300 Arbeitsplätze sowie ein Betriebskindergarten entstehen. Für die Kapelle sei ein Besprechungsraum vorgesehen und die ehemalige Kirche soll multifunktional mit Gastronomie und Veranstaltungen bespielt werden.
Nach der Profanierung wurde die Kirche zunehmend von Vandalen heimgesucht, was zu einer teilweisen Zerstörung der noch vorhandenen Einrichtung und großflächigen Graffitischäden führte. Trotz einer beauftragten Sicherheitsfirma wurde regelmäßig in die leerstehenden Gebäude eingebrochen. Dabei verschafften sich die Vandalen auch Zugang zur Gruft, wo teilweise auch Särge aufgebrochen und Grabschändungen begangen wurden. Erst Anfang des Jahres 2023 wurde die Gruft zugemauert, wodurch die Vandalen kein Zutritt mehr hatten.
Nachdem im Februar 2021 vom Linzer Gestaltungsbeirat grünes Licht für den Um- und Neubau des Kapuzinerklosters gegeben worden war, sollten weitere knapp zwei Jahre vergehen, ehe mit den Arbeiten begonnen wurde. In der Zwischenzeit verwendete das Theater Stellwerk mit seinem Programm Circus Agado die Kapuzinerkirche für elf Aufführungen. Im November 2022 starteten die Arbeiten mit dem Abriss eines in den 1950er Jahren errichteten und zwischenzeitlich desolat gewordenen Veranstaltungsgebäudes der offizielle Um- und Zubau des Kapuzinerklosters. Bereits im Vorfeld fand im Oktober 2022 die Brachlegung des ehemaligen Klostergartens sowie – für den Baustellenverkehr – ein teilweiser Durchbruch der über 400 Jahre alten und zur denkmalgeschützten Anlage Kapuzinerkloster gehörenden Klostermauer statt. Die Zerstörung des Klostergartens und dessen Nutzung als Baustelleneinrichtung schlug daraufhin medial hohe Wellen und es kam auch zu Protestaktionen in der Bevölkerung – unter anderem durch die direkt angrenzende Michael-Reitter-Schule und deren hör- und sehbeeinträchtigte Schüler.
Durch den Abbruch sollte das Areal des ehemaligen Klostergartens jedoch wesentlich vergrößert werden und die Fläche unbebaut bleiben. Im November 2022 wurden die Bereiche der 1924 eingerichteten Fidelis-Druckerei abgerissen. Kurz danach wurde der mittlerweile zugewucherte Innenhof des Klosters, dessen um den Innenhof gelegenen Bauten zum größten Teil erhalten bleiben, vom Grün befreit und auch in diesem Bereich mit den Umbauarbeiten begonnen. Ab Mitte Jänner 2023 wurde das Dach der Haupttrakte des ehemaligen Klosters abgedeckt sowie der Dachstuhl abgetragen, ehe im Februar mit dem Abtragen des in der Nachkriegszeit entstandenen zweiten Obergeschoßes und dem Aushub des Bauplatzes für den neuen Zubau begonnen wurde. Im März 2023 waren die Abbrucharbeiten weitestgehend abgeschlossen, woraufhin an der Stelle der ehemaligen Druckerei mit dem sechsstöckigen Neubau begonnen wurde.
Im Zuge der Arbeiten wurde von einem archäologischen Team die Überreste von Fundamenten des Freihauses im Weingarten freigelegt. Der Weinanbau wurde hier vermutlich bereits seit dem 12. Jahrhundert betrieben. In den Sommer- und Herbstmonaten 2023 erfolgte der Rohbau des neuen Zubaus und der Aufstockung der zuvor teilweise abgetragenen Haupttrakte, die mit Jahresende bereits wieder mit einem Dach versehen waren.
Im Frühjahr 2024 soll die Sanierung des Kirchturmes und die Instandsetzung der Kirchenuhr stattfinden. Das Ende des Bauprojektes sei im vierten Quartal 2024 geplant.

## Architektur

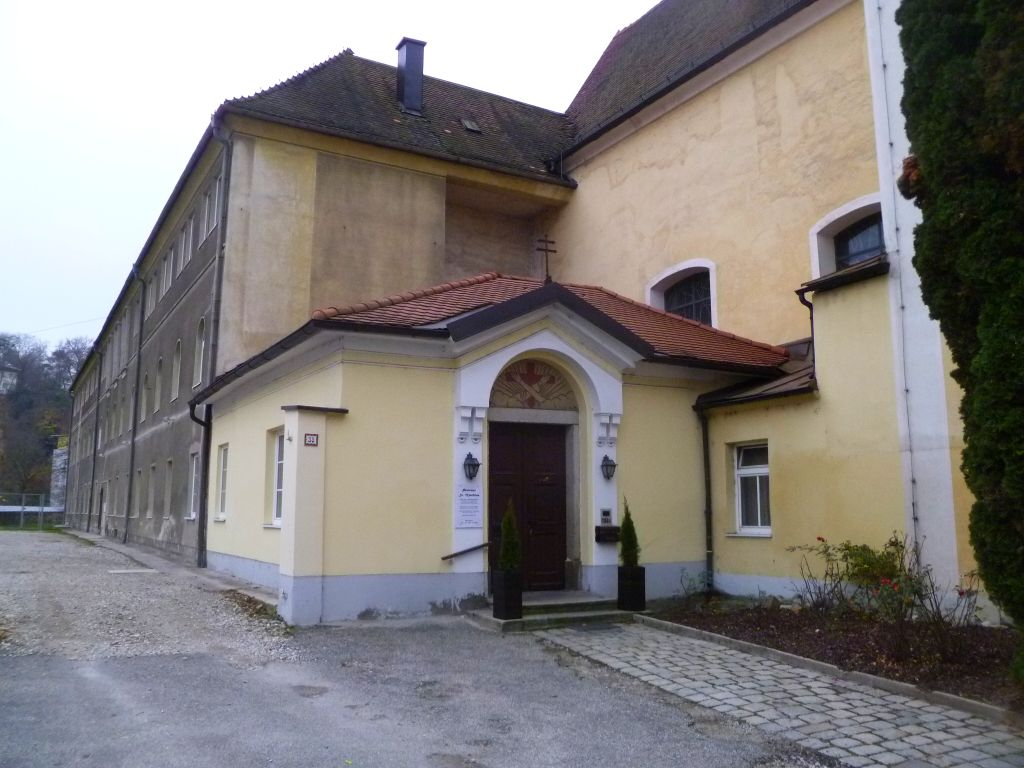
Eingang zum Pfarramt (2012)

(Stand: vor der ab 2022 durchgeführten Revitalisierung)
Das römisch-katholische Kirchengebäude wurde im Barock erbaut und weist einen klassizistischen Fassadenturm auf. Die ehemalige Pfarrkirche ist ein schmuckloser, rechteckiger Bau mit Satteldach, eingezogenem geschlossenem Chor, gleichfalls mit Satteldach. Zentral vom Langhaus ausgehend wurden beiderseits im Grundriss quadratische Kapellen mit Walmdächern angefügt. Wie bereits weiter oben erwähnt, steht vor der Schauseite ein quadratischer Turm, der früher an der Nordseite das ursprüngliche Hauptportal des Kirchenbaues von 1660 platziert war und in weiterer Folge von der Schauseite übertragen wurde. Der Turm verfügt über einen mehrfach geschweiften Kupferhelm in Barockform, der jedoch erst Ende des 19. Jahrhunderts aufgesetzt worden war, nachdem davor ein einfacher Pyramidenhelm den Turm bedacht hatte. Östlich an das Langhaus angeschlossen befindet sich eine kleine dem hl. Antonius von Padua geweihte Kapelle. Ein kleiner niedriger Zubau zwischen dem Langhaus und dem östlichen Haupttrakt bildet den Eingang zum Pfarramt.
Von der Kapuzinerstraße und der aus der Anfangszeit des Klosters um 1606 stammenden Klostermauer aus besteht ein Zugang über einen ebenfalls mit Satteldach versehenen Aufgang. Die Klostermauer umschloss das Kloster ursprünglich zumindest von drei Seiten. Eine niedrigere Mauer schloss die Klosteranlage noch um das Jahr 1845, als es auch noch andere kleinere Zubauten gab, auch an der Schauseite ab.
Zwischen dem Langhaus und dem Klostergarten befindet sich ein dreigeschoßiger mit einem Walmdach versehener Zubau, der die Haupttrakte des Klosters bildet. Das zweite Obergeschoß entstand erst in der Nachkriegszeit; davor war das Kloster zweistöckig. Ein begrünter Innenhof bildet das Zentrum des an vier Seiten geschlossenen Baus. Neben einem in den 1920er Jahren entstandenen Zubau beim westlichen Haupttrakt, der die ordenseigene Druckerei beheimatete und mit einem Flachdach versehen ist, folgte in den 1950er Jahren ein kleiner zweckmäßiger Zubau an der Rückseite zum Klostergarten hin, der als Veranstaltungsgebäude genutzt wurde und über ein sehr flaches Satteldach verfügt.